# Verhaltenssteuerung
Charakteristisch für Organisationen ist neben der zielgerichteten arbeitsteiligen Aufgabenverrichtung eine Verhaltenserwartung an die Organisationsmitglieder. In produktiven Arbeitsprozessen verdichtet sich die Verhaltenserwartung in eine dezidierte Verhaltenssteuerung.

## Begriff
Definitionsgemäß ist Arbeitshandeln zielgerichtet und unterliegt bei vorliegender Arbeitsteilung einer Steuerung. Die Ziele der Steuerung können sich beziehen auf die:
- Art und Weise der Handlungsdurchführung,
- Veränderung von Gegenständen und Informationen,
- Ergebniszustände bei anderen Personen, wie zum Beispiel Kundenzufriedenheit.

Als zentrale Elemente der Verhaltenssteuerung gelten:
- der Situationskontext, in dem das Verhalten stattfindet oder stattfinden soll,
- die zu erreichenden Ziele und
- die Konsequenzen von Zieler- oder Zielnichterreichung.

Verhaltenssteuerung beruht im Allgemeinen auf der Kenntnis der Beziehungen von Kontext, eigenen Handlungen und der Wirkungen. Die Kenntnis dieser Beziehung wird erlernt und intensiver noch: erfahren. Der Lernprozess bildet innere Modelle von Handlungs-Effekt-Kontingenzen aus, mit denen Handlungen so ausgewählt werden können, dass angestrebte Wirkungen auch erreicht werden können.
Es wird zwischen endogenen und exogenen Prozessen der Verhaltenssteuerung unterschieden.
Exogene (automatische) Prozesse der Verhaltenssteuerung werden über Reize gesteuert. Klassischerweise beruhen sie auf einer Fixierung kleinster Arbeitselemente in Ausführungszeit und -ort.
Endogene (kontrollierte) Prozesse werden intentional veranlasst. Ihre Kernaufgabe besteht im Wesentlichen in der Planung, Koordination und Überwachung von Verhalten. Dabei werden die zielbezogenen Handlungen gegen ablenkende Ereignisse aus der Umwelt geschützt, habituelle und emotionale Reaktionstendenzen unterdrückt und Handlungs- sowie Aufgabenwechsel vorbereitet.

## Verhaltenssteuerung und Arbeitsgestaltung
Geeignete Arbeitsgestaltung kann die Prozesse der Verhaltenssteuerung wirksam unterstützen und dadurch eine ressourcenschonende Erledigung von Arbeitsaufgaben ermöglichen. Unter Ressourcenschonung werden dabei sowohl die Ressourcen der Organisation (Betriebsmittel, Material, andere Organisationsmitglieder etc.) als auch, durch eine Belastungsoptimierung, die des Arbeitenden selbst gemeint.
In traditionelle Formen der Arbeitsorganisation – oft als Taylorismus bezeichnet – hat man Arbeitsaufgaben in kleine bis kleinste, möglichst einfache Arbeitsschritte zerlegt und den einzelnen Mitarbeitern nur jeweils einen dieser Arbeitsschritte zugewiesen. Daraus resultiert eine Verhaltenssteuerung aus externen Vorgabe eines Ausgangszustandes, der von den Mitarbeitern mit Hilfe in der Regel hoch geübter motorischer Handlungsschemata in einen ebenfalls vorgegebenen Zielzustand überführt wird. Dabei sollen endogene Verhaltenstendenzen so weit als möglich als Störfaktoren ausgeschaltet werden.
In modernen Formen der Arbeitsorganisation, in den in der Regel komplexe und zeitliche variable Arbeitsaufgaben zu bewältigen sind, wird stärker auf die endogenen Prozesse gesetzt. Daraus resultieren Freiheitsgrade (Handlungsspielraum) und eine zunehmende Autonomie des arbeitenden Menschen dessen psychische Belastung jedoch durch die endogene Steuerung ansteigt.
Aufgrund dessen mehrt sich die Forderung, auch für vorwiegend durch manuelle Arbeit geprägte Arbeitssysteme im Rahmen der Gefährdungsbeurteilung auch psychische Belastungen zu beachten.
Für die Arbeitsgestaltung werden folgende Empfehlungen abgeleitet:
- Leistungskriterien sollten klar definiert sein, sowohl für den einzelnen als auch für Gruppen, um Konflikte in der Handlungsbereitschaft zu vermeiden.
- Zusammenlegung sachlich zusammengehörender Aufgaben erhöht die Transparenz der Arbeitsabläufe.
- Aufgabenabfolgen so gestalten, dass keine abweichenden, gar konfligierenden Handlungsschemata aktiviert werden
- Simultane Aufgabenbearbeitungen vermeiden. Wo das nicht geht wenigstens Aufgaben mit strukturell unterschiedlichen Anforderungen an die Verhaltenssteuerung kombinieren.
- Unvorhersehbare Aufgabenunterbrechungen (beispielsweise Kundenkontakte) begrenzen oder nur in einem festen Zeitfenster zulassen.
- Aufgaben, die auf endogene Prozesse der Verhaltenssteuerung setzen, ermöglichen es der arbeitenden Person, die Arbeit der aktuellen Leistungsbereitschaft anzupassen